# انتظار حسین
انتظار حسین ((به اردو: انتظار حسین)؛ ۷ دسامبر ۱۹۲۳ – ۱۲ فوریهٔ ۲۰۱۶) نویسنده و شاعر پاکستانی بود. وی را یکی از بنیانگذاران داستان‌نویسی مدرن در زبان اردو می‌دانند.
انتظار حسین که رمان و داستان‌های کوتاه می‌نوشت، پس از نامزدی جایزه من بوکر و برنده شدن مهم‌ترین جایزه ادبی فرانسه در سال ۲۰۱۴ به شهرت جهانی رسید.
کتاب‌های بستی (شهرستان)، مرگ شهرزاد و برگها از جمله مهمترین آثار انتظار حسین به شمار می‌روند.
از آثار انتظار حسین رمان بستی و مجموعه داستان کوتاه قفس خالی وی توسط سمیرا گیلانی به فارسی ترجمه شده است.